# Epithema tenue
Epithema tenue är en tvåhjärtbladig växtart som beskrevs av Charles Baron Clarke. Epithema tenue ingår i släktet Epithema och familjen Gesneriaceae. Inga underarter finns listade i Catalogue of Life.